# مرصد ديناميكا الشمس
مرصد ديناميكا الشمس (بالإنجليزية:Solar Dynamics Observatory) هي بعثة مسبار فضاء أطلقته ناسا لدراسة الشمس لمدة 5 سنوات. أطلقت ناسا المرصد في 11 فبراير، 2010، وتعتبر مهمة المرصد امتدادا لبرنامج ناسا المسمى التعايش مع نجم.

ويهدف برنامج «التعايش مع نجم» هو فهم العلاقة بين الشمس والأرض والتي تؤثر على الحياة والمجتمع. والهدف من مرصد ديناميكا الشمس هو دراسة تأثير الشمس على الأرض والفضاء القريب من الأرض من خلال دراسة جو الشمس في المحيط القريب للفضاء والتغير مع الزمن في نطاق واسع لأطوال الموجة المختلفة للموجات الكهرومغناطيسية في الوقت نفسه. و سيدرس المرصد كيفية تولد المجال المغناطيسي للشمس وتوزيعه، وكيفية توزيع تلك الطاقة المغناطيسية المخزونة في الفضاء القريب في صورة ريح شمسية وجسيمات عالية السرعة والتغييرات في شدة الإشعاع الشمسي.

## بدء البعثة ومدتها

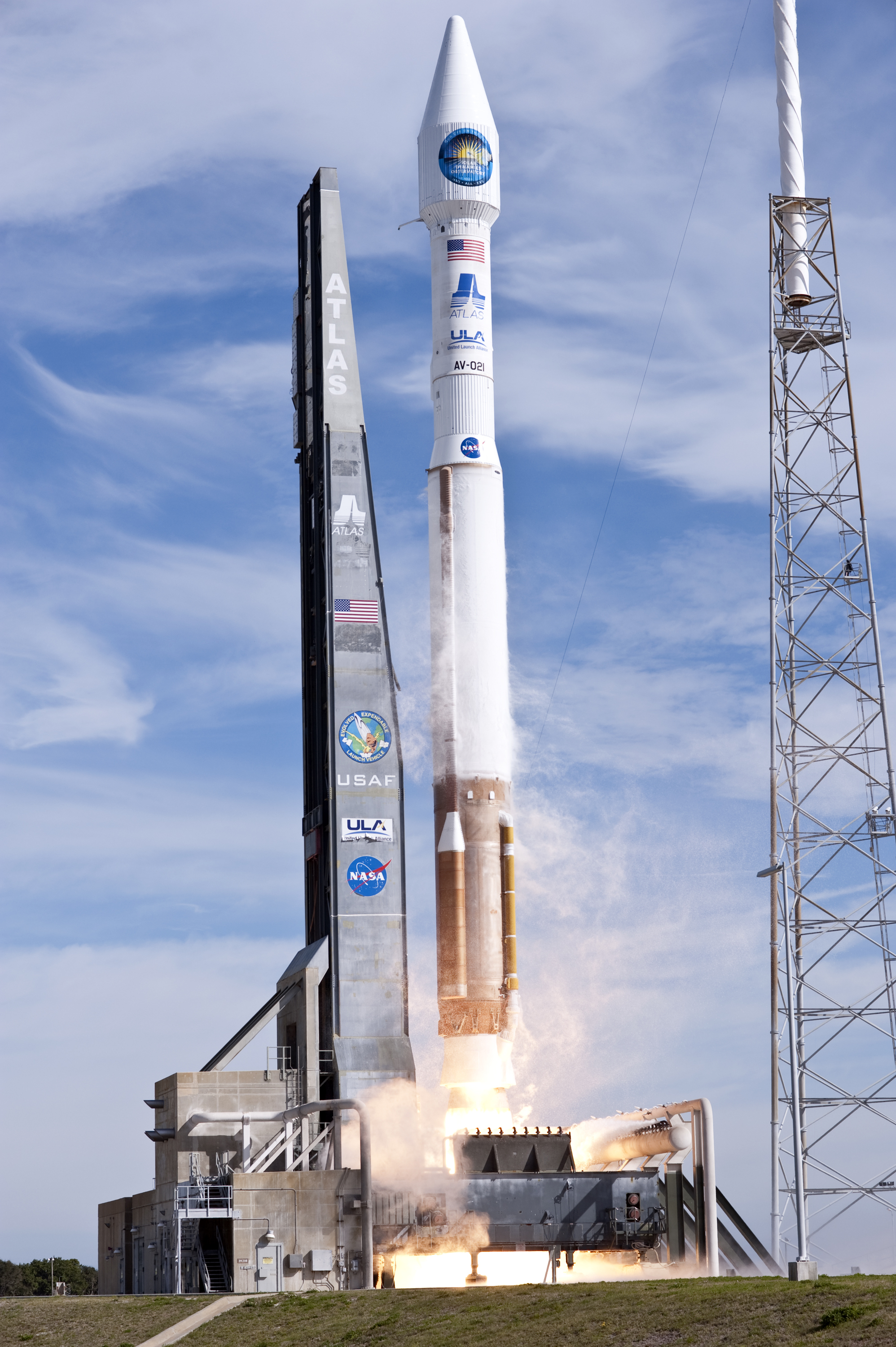
صورة إطلاق المرصد على متن الصاروخ أطلس 5 في 11 فبراير 2010.

قام مركز جودارد للطيران في الفضاء التابع لناسا ببناء المرصد. وكان الموعد المقرر لإطلاق الصاروخ يوم 10 فبراير 2010 إلا أنه تقرر تأجيل الإطلاق لمدة 24 ساعة بسبب سوء الأحوال الجوية.
وكان الصاروخ الناقل من نوع أطلس 5 ، حيث أقلع من مركز كينيدي للفضاء إلى مدار ابتدائي على ارتفاع 35000 كيلومتر. وسوف ينتقل المرصد بواسطة محركه الصاروخي الخاص إلى مدار بحيث يصبح ثابتا فوق نقطة ثابتة على الأرض ويكون بزاوية ميل28,5 درجة . وتبلغ مدة البعثة 5 سنوات وثلاثة أشهر على الأقل، إلا أن المرصد مزود بوقود يكفيه لمدة 10 سنوات .

## تركيب المرصد
يتكون مرصد ديناميكا الشمس من قمر صناعي يمكن ضبطه على ثلاثة محاور بحيث تكون أجهزته وألواحه الشمسية موجّة باستمرار نحو الشمس . ويحتوي المرصد على محرك من نوع أبوجي كيك يعمل بالوقود الصلب، يمكن به نقله إلى مدار متزامن مع حركة دوران الأرض في مدار جغرافي، وعدة محركات أخرى صغيرة لضبط الاتجاه . ويبلغ وزن المرصد 3100 كيلوجرام منها 1400 كيلوجرام من الوقود، ويبلغ وزن الأجهزة العلمية عليه نحو 270 كيلوجرام . كما تبلغ مساحة الألواح الشمسية نحو 6,6 متر مربع، تُنتج 1450 واط من الطاقة الكهربائية.

## الأجهزة العلمية

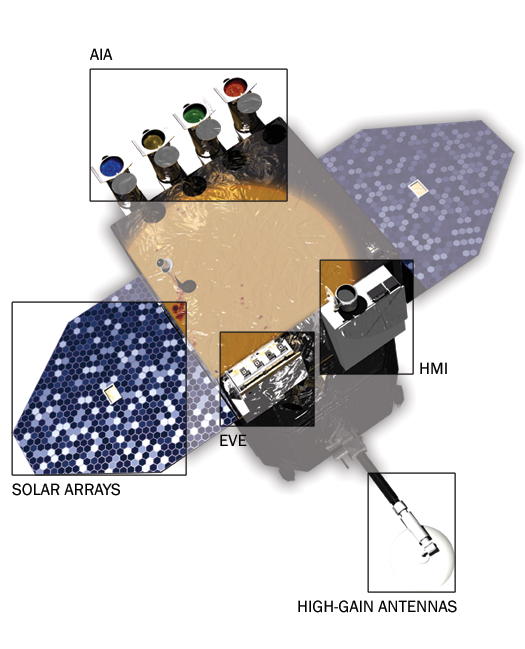
يحتوي مرصد ديناميكا الشمس على الثلاثة أجهزة المذكورة.

- تجربة التغير الكبير للأشعة فوق البنفسجية (EVE): جُهز هذا الجهاز في معمل فيزياء الجو والفضاء وسوف يقوم بقياس الأشعة فوق البنفسجية عالية الطاقة الصادرة من الشمس بدقة أعلى عن ما سبق من جهة التباين الطيفي بالتزامن مع تغيرها مع الزمن .
- مصور الزلازل والمغناطيسية الشمسية 
(HMI) : صُمم هذا الجهاز في جامعة ستانفورد، وهو يسمح بقياس التغيرات الشمسية وبعد ظواهر النشاط المغناطيسي للشمس.
- جهاز التصوير الغلاف الجوي للشمس AIA : هذه مجموعة أجهزة تصوير، صُممت في شركة لوكهيد مارتن . سوف تقوم بتصوير الشمس بأكملها عند أطوال موجة مختلفة للموجات الكهرومغناطيسية في حيز الأشعة فوق البنفسجية وفي نطاق الترددات العالية للأشعة فوق البنفسجية وذلك بدرجة تباين عالية من الوجهتين الزمنية والمكانية .

## صور وفيديو
- الإقلاع.

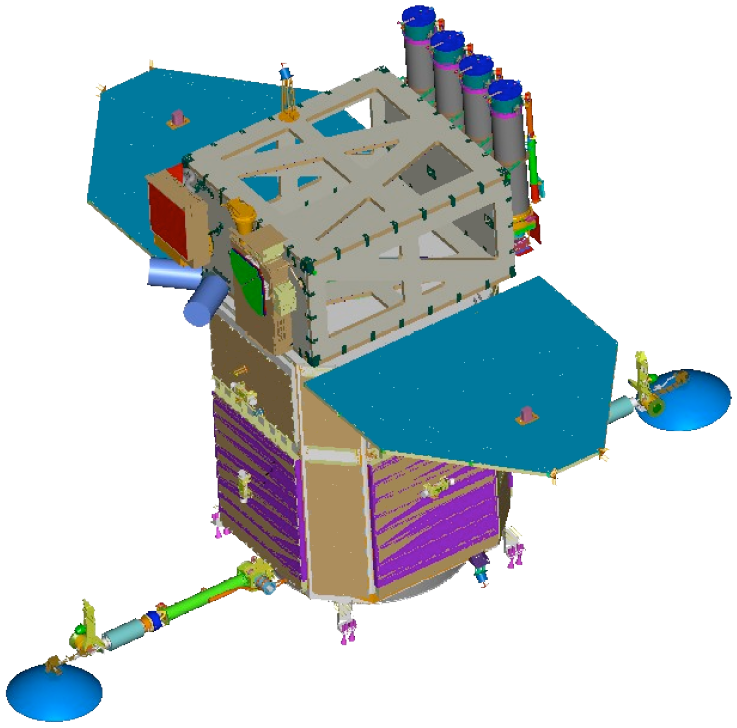
SDO 3-D رسم توضيحي.
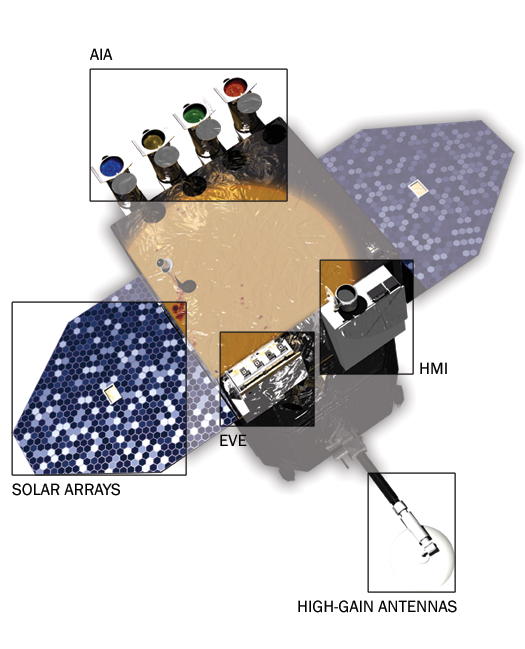
SDO الأجهزة .
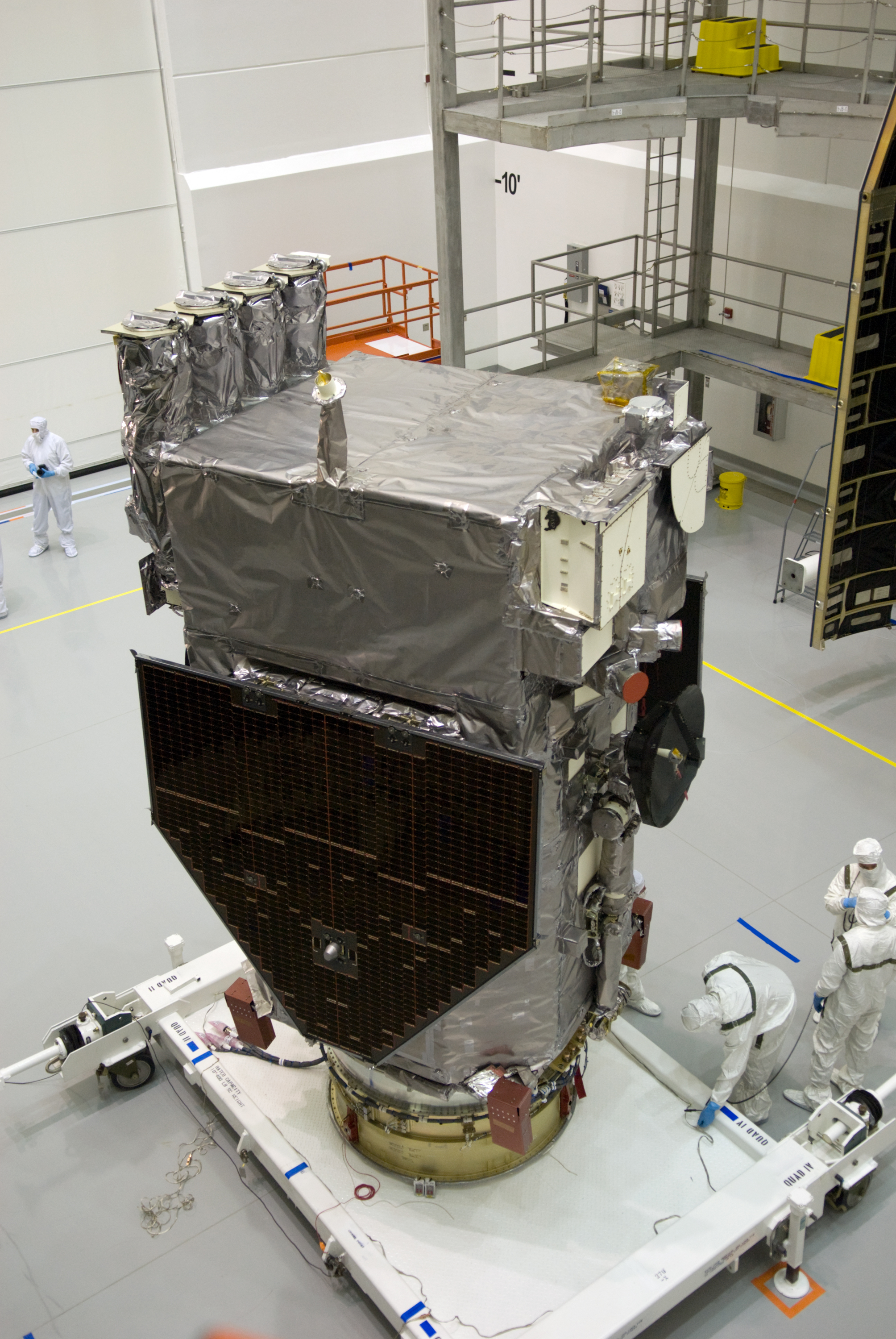
استعداد الإطلاق.
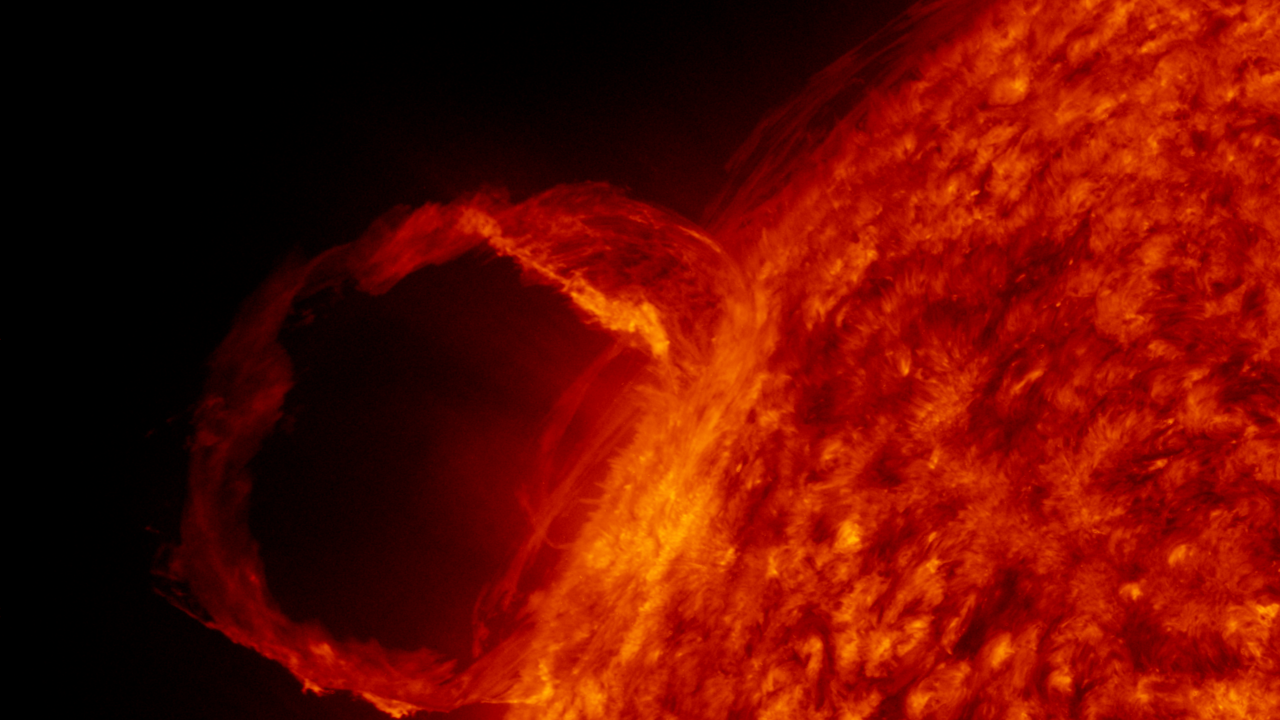
أول صورة يلتقطها المرصد ويسجل إحدى الزوابع الشمسية.

## اقرأ أيضا
| - سوهو (مسبار شمسي) - مسبار ستيريو - قمر صناعي جلوري - التعايش مع نجم - كلف الشمس - كورونوغراف - هيدروديناميكا مغناطيسية - تلسكوب الشمس دكيست | - استشعار عن بعد - مسبار فضائي - الشمس - مقراب جيمس ويب الفضائي - مرصد كيك - مقراب سبيتزر الفضائي - مرصد هابل الفضائي - نوستار تلسكوب أشعة إكس |  |

## وصلات خارجية
- الموقع الرسمي